# Andrej Blatnik
Andrej Blatnik (ur. 22 maja 1963 w Lublanie) – słoweński pisarz, tłumacz i redaktor.

## Życiorys

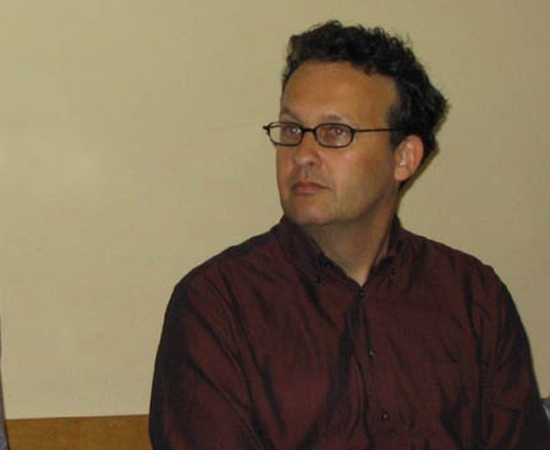
Andrej Blatnik

Studiował literaturę porównawczą, socjologię kultury, literaturę amerykańską i komunikologię na Wydziale Humanistycznym w Lublanie. Zaczynał jako basista w zespole punkowym, a następnie przez pięć lat pracował jako artysta wykonując wolny zawód. Próbował swoich sił także jako redaktor w wydawnictwie Kmečki glas w Lublanie. Obecnie pracuje jako redaktor w wydawnictwie Cankarjeva založba, pisze prozę postmodernistyczną, audycje radiowe, tłumaczy i uczy kreatywnego pisania na Wydziale Humanistycznym w Lublanie.

## Twórczość
Wydał pięć powieści pt. Plamenice in solze (1987), Tao ljubezni (1996), Spremeni me (2008), Luknje (2020) in Trg osvoboditve (2021), sześć zbiorów opowiadań: Šopki za Adama venijo (1983), Biografije brezimenih (1989), Menjave kož (1990), Zakon želje (2000), Saj razumeš? (2009) i Ugrizi (2018), studium o współczesnej amerykańskiej prozie pt. Labirinti iz papirja (1994), zbiór komentarzy kulturalnych pt. Gledanje čez ramo (1996) i rozmyślań na temat literatury w epoce cyfrowej pt. Neonski pečati (2005).
Napisał wiele audycji radiowych (Karantena, izv.1984; Svet išče, izv. 1985; Podpisi, izv. 1986; Praske na hrbtu, izv. 1992), przetłumaczył także kilka książek z języka angielskiego (Anais Nin, Stephen King, Sylvia Plath, Paul Bowles). Szereg utworów krótkiej prozy zostało przetłumaczone i ukazały się w zagranicznych czasopismach literackich w Anglii, Niemczech, Francji, Portugalii, we Włoszech, Węgrzech, w Polsce, Słowacji, Czechach, Chorwacji, Serbii, Grecji, Turcji i Albanii, a także w różnych antologiach europejskich i amerykańskich.
Zbiór opowiadań pt. Menjave kož zostało przetłumaczone na język hiszpański (Cambios de piel, Libertarias/Prodhufi, Madryt, 1997), chorwacki (Promjene koža, Durieux, Zagrzeb 1998), angielski (Skinswaps, Northwestern University Press, Evanston 1998), czeski (Promeny kuží, Periplum, Ołomuniec 2002), węgierski (Bör, Jak, Budapeszt 2002) i niemiecki (Der Tag, an dem Tito starb, Folio, Wiedeń 2005). Natomiast powieść pt. Tao ljubezni została przetłumaczona na język chorwacki (Tao ljubavi, Meandar, Zagrzeb 1998) i słowacki (Tao lasky, F.R. & G., Bratysława 2000). Zbiór opowiadań pt. Labirinti iz papirja – na język chorwacki (Papirnati labirinti, Hena-Com, Zagrzeb, 2001), Zakon želje – na język niemiecki (Das Gesetz der Leere, Folio, Wiedeń 2001), chorwacki (Zakon želje, Meandar, Zagrzeb 2002), czeski (Zakon Touhy, Periplum, Ołomuniec 2004), francuski (La Loi du Desir, AlterEdit, Paryż 2005) i macedoński (Zakonot na želbata, Magor, Skopje 2005).

## Pozostałe dzieła
Współtwórca almanachów:
- Mlada proza (1983);
- Rošlin in Verjanko (1987);
- Noč v Ljubljani (1994);

Inne:
- Šola kreativnega pisanja (1990);
- Labirinti iz papirja (1994);

Dzieła przetłumaczone na język polski:
- Opowiadania (przełożyła Joanna Pomorska – w: Literatura na świecie)
- Pochodnie i łzy : (fragment; przełożyła Joanna Pszczoła, w: Opcje)
- Całe szczęście (opowiadanie; przełożył Tomasz Łukaszewicz, w: Noc w Lublanie. Antologia współczesnej krótkiej prozy słoweńskiej)

## Nagrody
Andrej Blatnik jest zdobywcą wielu nagród m.in. Złotego ptaka (Zlata ptica, 1984), nagrody im. Župančiča (Župančičeva nagrada, 1991) i im. France Prešerna (nagrada Prešernovega sklada, 2002), a także wielu zagranicznych stypendiów (m.in. Fundacji Fulbrighta). Wiele podróżował: był m.in. w Norfolku na Uniwersytecie Old Dominin, gdzie gościnnie udzielał wykładów oraz na Uniwersytecie we Lwowie w 1993 r., gdzie brał udział w międzynarodowym programie pisarskim.